# Ладижинська волость (Уманський повіт)
Ладижинська волость — історична адміністративно-територіальна одиниця Уманського повіту Київської губернії з центром у селі Ладижинка.
Станом на 1886 рік складалася з 8 поселень, 7 сільських громад. Населення — 9704 особи (4736 чоловічої статі та 4968 — жіночої), 1091 дворове господарство.
|                     | Площа, десятин | У тому числі орної, дес. |
| ------------------- | -------------- | ------------------------ |
| Сільських громад    | 7148           | 6368                     |
| Приватної власності | 9244           | 6647                     |
| Іншої власності     | 283            | 204                      |
| Загалом             | 16675          | 13219                    |

Основні поселення волості:
- Ладижинка — колишнє власницьке село за 23 верст від повітового міста, 1520 осіб, 116 дворів, православна церква, синагога, єврейський молитовний будинок, школа, 4 постоялих двори, 10 постоялих будинки, 18 лавка, водяний і вітряний млини, винокурний завод, ярмарок по неділях через 2 тижні.
- Городниця — колишнє власницьке село при річці Ятрань, 1271 особа, 171 двір, православна церква, школа, 2 постоялих будинки, 2 водяних і вітряний млини.
- Коржова Слобода — колишнє власницьке село, 462 особи, 62 двори, школа, постоялий будинок.
- Ропотуха — колишнє власницьке село, 1067 осіб, 144 двори, православна церква, школа, постоялий будинок, 2 вітряних млинів.
- Текуча — колишнє власницьке село при річках Текуча й Ятрань, 1694 особи, 256 дворів, православна церква, школа, постоялий будинок, 2 водяних і 5 вітряних млинів, винокурний завод.
- Фурманка — колишнє власницьке село, 829 особи, 126 дворів, православна церква, школа, постоялий двір, 3 вітряних млини.
- Шарин — колишнє власницьке село, 848 осіб, 127 дворів, православна церква, школа, постоялий будинок, 2 водяних і 4 вітряних млини.

Старшинами волості були:
- 1909—1910 роках — Омелян Феодотович Демянюк[2],[3],[4];
- 1912—1915 роках — Сергій Корнійович Цокаленко[5],[6].